# Юлиус фон Бранденщайн
Йохан Юлиус Фердинанд фон Бранденщайн (на немски: Johann Julius Ferdinand von Brandenstein; * 11 април 1699 в Грефендорф в Тюрингия; † 20 септември 1771 в Грефендорф) е фрайхер от род Бранденщайн от Тюрингия.
Той е син на фрайхер Ханс Кристоф фон Бранденщайн (* 28 юли 1664, Грефендорф; † 14 март 1745, Грефендорф) и съпругата му Елизабет фон Беуст (* ок. 1662), дъщеря на Йоахим Ернст фон Беуст
и Агнес Магдалена фон Волфрамсдорф. Внук е на фрайхер Ханс Фридрих фон Бранденщайн (1634 – 1697) и първата му съпруга Доротея Сузана фон Випах.

## Фамилия
Юлиус фон Бранденщайн се жени на 10 януари 1731 г. в Гьорнитц при Пьолциг за Хенриета фон Кирхбах, (* 10 март 1711, Зелка при Шмьолин; † 28 май 1776, Грефендорф), дъщеря на Ханс Романус фон Кирхбах и Йохана Сабина фон Биркхолтц. Те имат син:
- Йохан Кристоф фон Бранденщайн (* 23 август 1734, Грефендорф; † 17 януари 1808, Грефендорф), фрайхер, женен на 8 ноември 1772 г. в Грефендорф за Йохана Луиза фон дер Пфорте (* 1 май 1752; Заалфелд; † 19 юни 1784, Грефендорф); имат син и дъщеря